# Bonlieu-sur-Roubion
Bonlieu-sur-Roubion è un comune francese di 384 abitanti situato nel dipartimento della Drôme della regione dell'Alvernia-Rodano-Alpi.

## Società

### Evoluzione demografica
Abitanti censiti